# Pterolepis perpusilla
Pterolepis perpusilla är en tvåhjärtbladig växtart som först beskrevs av Charles Victor Naudin, och fick sitt nu gällande namn av Célestin Alfred Cogniaux. Pterolepis perpusilla ingår i släktet Pterolepis och familjen Melastomataceae. Inga underarter finns listade i Catalogue of Life.